# أليكس (لاعب كرة قدم مواليد 1988)
أليكس (بالبرتغالية: Wesley Alex Maiolino) (الكورية: 웨즐레이 알레스 마이올리누) هو لاعب كرة قدم برازيلي وكوري جنوبي في مركز الهجوم، ولد في 10 فبراير 1988 في جاكاري في البرازيل. لعب مع نادي ساو كايتانو ونادي غانغوون ونادي غويانغ زايكرو.

## وصلات خارجية
- أليكس (لاعب كرة قدم مواليد 1988) على موقع دوري كوريا الجنوبية (الإنجليزية)
- أليكس (لاعب كرة قدم مواليد 1988) على موقع قاعدة بيانات كرة القدم.إي يو (الإنجليزية)
- أليكس (لاعب كرة قدم مواليد 1988) على موقع Soccerway.com (الإنجليزية)